# Carnegie Foundation for the Advancement of Teaching
La Carnegie Foundation for the Advancement of Teaching è stata fondata dal filantropo Andrew Carnegie nel 1905 e approvata dal Congresso degli Stati Uniti nel 1906. La fondazione è un ente indipendente dalla politica che ha come scopo quello di collaborare con insegnanti, ricercatori, politici e organizzazioni attive nell'educazione per analizzare e sviluppare nuovi metodi che portino cambiamenti positivi nell'ambito educativo.